# Hải Lăng, Thái Châu
Hải Lăng (chữ Hán phồn thể: 海陵區, chữ Hán giản thể:海陵区) là một quận thuộc địa cấp thị Thái Châu, tỉnh Giang Tô, Cộng hòa Nhân dân Trung Hoa. Quận Hải Lăng có diện tích 337,9 ki-lô-mét vuông, dân số năm 2010 là 594.656 người. Mã số bưu chính là 225300. Chính quyền quận đóng ở số 26, đường Phủ Tiền. Về mặt hành chính, quận này được chia thành 8 nhai đạo biện sự xứ, 1 trấn. 
- Nhai đạo: Thành Trung, Thành Đông, Thành Nam, Thành Tây, Thành Bắc, Thái Sơn, Kinh Thái Lộ, Phượng Hoàng Lộ.
- Trấn: Cửu Long.

## Lịch sử
- Thời Tây Hán (202 TCN-9) huyện Hải Lăng thuộc Lâm Hoài.
- Thời Vương Mãng (9-23) huyện Hải Lăng đổi tên thành Đình Gian, thuộc quận Hoài Bình.
- Thời Đông Hán (25-220), huyện Hải Lăng thuộc quận Quảng Lăng.
- Thời Tam quốc vùng Giang Hoài là chiến trường Ngô – Ngụy, huyện Hải Lăng bị phế bỏ.
- Tấn Vũ Đế Thái Khang năm thứ 1 (280) tái lập huyện Hải Lăng, thuộc quận Quảng Lăng.
- Thời Đông Tấn (317-420), Lưu Tống (420-479), Nam Tề (479-502): Huyện Hải Lăng thuộc quận Quảng Lăng.
  - Lưu Tống Minh Đế năm Thái Dự thứ 1 (472) quận Quảng Lăng cai quản thêm huyện Lâm Trạch.
  - Nam Tề Vũ Đế Vĩnh Minh năm thứ 1 (483) và năm thứ 5 (487) quận Quảng Lăng trước sau cai quản thêm 2 huyện Tề Xương, Hải An.
- Thời Lương (502-557) huyện Hải Lăng thuộc quận Hải Lăng (Quận Hải Lăng thành lập năm Nghĩa Hi thứ 7 (411) thời Tấn An Đế, khi đó cai quản 5 huyện Kiến Lăng, Lâm Giang, Như Cao, Ninh Hải, Bồ Đào, trụ sở quận không rõ đặt tại đâu). Quận Hải Lăng chuyển trụ sở tới huyện Hải Lăng, cai quản 7 huyện Hải Lăng, Kiến Lăng, Ninh Hải, Như Cao, Lâm Giang, Bồ Đào, Lâm Trạch. Quận Hải Lăng thuộc Nam Duyện Châu.
- Thời Bắc Tề (550-577), Nam Duyện Châu đổi tên thành Đông Quảng Châu, quận Hải Lăng thuộc Đông Quảng Châu, cai quản 7 huyện.
- Trần Tuyên Đế Thái Kiến năm thứ 5 (573), Đông Quảng Châu lại đổi tên thành Nam Duyện Châu, quận Hải Lăng thuộc Nam Duyện Châu, cai quản 7 huyện.
- Bắc Chu (557-581), Nam Duyện Châu đổi tên thành Ngô Châu. Quận Hải Lăng thuộc Ngô Châu, cai quản 5 huyện Hải Lăng, Kiến Lăng, Như Cao, Ninh Hải, Lâm Trạch. Hai huyện Bồ Đào, Lâm Giang sáp nhập vào huyện Ninh Hải.
- Tùy Văn Đế Khai Hoàng năm thứ 1 (581) phế bỏ quận Hải Lăng. Sáp nhập huyện Kiến Lăng vào huyện Hải Lăng, huyện Như Cao vào huyện Ninh Hải, huyện Lâm Trạch vào huyện Cao Bưu. Không lâu sau lại tách huyện Giang Phổ từ huyện Hải Lăng. Huyện Hải Lăng thuộc Ngô Châu.
  - Khai Hoàng năm thứ 9 (589), đổi tên Ngô Châu thành Dương Châu, huyện Hải Lăng thuộc Dương Châu.
  - Tùy Dương Đế Đại Nghiệp năm thứ 1 (605), Dương Châu đổi làm quận Giang Đô, huyện Hải Lăng thuộc quận Giang Đô. Huyện Giang Phổ sau lại sáp nhập vào huyện Hải Lăng.
- Đường Cao Tổ Vũ Đức năm thứ 3 (620), huyện Hải Lăng đổi tên thành huyện Ngô Lăng, lấy huyện này thành lập Ngô Châu.
  - Vũ Đức năm thứ 7 (624) lại phế bỏ Ngô Châu, phục xưng huyện Hải Lăng, thuộc Can Châu. Vũ Đức năm thứ 9 (626), Can Châu đổi tên thành Dương Châu, huyện Hải Lăng thuộc Dương Châu. Huyện Ninh Hải sáp nhập vào huyện Hải Lăng.
  - Đường Trung Tông Cảnh Long năm thứ 2 (708), tách phía đông huyện Hải Lăng thành lập huyện Hải An.
  - Đường Huyền Tông Khai Nguyên năm thứ 10 (722), huyện Hải An lại nhập vào huyện Hải Lăng.
- Thời Dương Ngô (904-937), huyện Hải Lăng thuộc phủ Giang Đô.
  - Ngô Cao Tổ Vũ Nghĩa năm thứ 2 (920), tách vùng phía bắc Hải Lăng thành lập huyện Hưng Hóa.
  - Giữa niên hiệu Càn Trinh (920-937) thời Ngô Duệ Đế, tại huyện Hải Lăng thiết lập Hải Lăng chế trí viện.
- Nam Đường Liệt Tổ Thăng Nguyên năm thứ 1 (937) thăng Hải Lăng làm Thái Châu. Sau lại tách 5 hương ở phía nam Hải Lăng lập huyện Thái Hưng. Thái Châu cai quản 4 huyện Hải Lăng, Thái Hưng, Diêm Thành, Hưng Hóa.
  - Nam Đường Nguyên Tông Bảo Đại năm thứ 10 (952) tách từ huyện Hải Lăng thành lập huyện Như Cao, Thái Châu cai quản cả huyện Như Cao. Cùng năm lại tách phần phía đông huyện Hải Lăng để thành lập Tĩnh Hải chế trí viện. mã lệnh Nam Đường thư quyển 1: "cải nguyên Thăng Nguyên, …… dĩ Dương Châu Hải Lăng huyện vi Thái Châu." vương tượng chi dư địa kỉ thắng quyển 40: "tương truyện dĩ vi thủ thông thái chi nghĩa." Hải Lăng huyện vi Thái Châu châu trì sở tại địa.
- Hậu Chu (951-959), lấy Thái Châu làm đoàn luyện châu, thuộc về Dương Châu. Cai quản 5 huyện.
- Bắc Tống, Tống Thái Tổ Càn Đức năm thứ 5 (967), Thái Châu từ đoàn luyện châu giáng xuống làm quân sự châu, thuộc Hoài Nam đạo.
  - Tống Thái Tông Thái Bình Hưng Quốc năm thứ 1 (976), Thái Châu cai quản 5 huyện.
  - Thái Bình Hưng Quốc năm thứ 2 (977) Diêm Thành thuộc Sở Châu. Thái Châu cai quản 4 huyện Hải Lăng, Hưng Hóa, Thái Hưng, Như Cao.
  - Thái Tông Chí Đạo năm thứ 3 (997) chia toàn quốc làm 15 lộ. Thái Châu thuộc Hoài Nam lộ.
  - Tống Thần Tông Hi Ninh năm thứ 5 (1072) Hoài Nam lộ phân làm 2 lộ Đông Tây. Thái Châu thuộc Hoài Nam Đông lộ.
- Nam Tống, Thái Châu là quân sự châu, thuộc Hoài Nam Đông lộ.
  - Tống Cao Tông Kiến Viêm năm thứ 4 (1130), huyện Hưng Hóa cho thuộc về Thừa Châu. Thái Châu cai quản 3 huyện Hải Lăng, Như Cao, Thái Hưng.
  - Cao Tông Thiệu Hưng năm thứ 5 (1134), huyện Thái Hưng thuộc Dương Châu, huyện Hưng Hóa phế làm trấn nhập vào huyện Hải Lăng. Thái Châu cai quản 2 huyện Hải Lăng, Như Cao.
  - Thiệu Hưng năm thứ 10 (1139), huyện Thái Hưng lại chuyển về thuộc Thái Châu. Trụ sở của Thái Châu có lúc chuyển tới Thái Hưng.
  - Thiệu Hưng năm thứ 12 (1141), huyện Thái Hưng lại thuộc về Dương Châu.
  - Thiệu Hưng năm thứ 19 (1148) tái lập huyện Hưng Hóa, thuộc về Thái Châu.
  - Hiếu Tông Càn Đạo năm thứ 2 (1166), huyện Hưng Hóa thuộc về Cao Bưu quân, chẳng bao lâu sau lại cho thuộc về Thái Châu.
  - Hiếu Tông Thuần Hi năm thứ 4 (1177), huyện Hưng Hóa lại thuộc về Cao Bưu quân. Thái Châu quản 2 huyện Hải Lăng, Như Cao.
- Nguyên Thế Tổ Chí Nguyên năm thứ 14 (1277), lập Thái Châu lộ, thuộc Hoài Đông đạo.
  - Chí Nguyên năm thứ 19 (1282) Thái Châu lộ thuộc Giang Hoài hành tỉnh.
  - Chí Nguyên năm thứ 21 (1284), Thái Châu lộ đổi tên thành Thái Châu, thuộc Dương Châu lộ. Thái Châu cai quản 2 huyện Hải Lăng, Như Cao.
- Minh Thái Tổ Hồng Vũ năm thứ 1 (1368), huyện Hải Lăng thuộc Thái Châu. Thái Châu thuộc phủ Dương Châu, cai quản huyện Như Cao.
- Thời nhà Thanh, Thái Châu thuộc phủ Dương Châu, cai quản huyện Như Cao.
  - Thanh Thế Tông Ung Chính năm thứ 3 (1724), huyện Như Cao cho thuộc về Thông Châu, như thế Thái Châu không còn huyện trực thuộc.
  - Thanh Cao Tông Càn Long năm thứ 33 (1767) tách phần phía đông bắc Thái Châu lập huyện Đông Thai.
- Dân quốc năm thứ 1 (1912), chính phủ lâm thời Nam Kinh cắt phủ phế châu, Thái Châu đổi tên thành huyện Thái. 
  - Dân quốc năm thứ 3 (1914), tỉnh Giang Tô tỉnh chia làm 5 đạo. Huyện Thái thuộc Hoài Dương đạo.
  - Dân quốc năm thứ 6 (1917) phế bỏ đạo. Huyện Thái trực thuộc tỉnh Giang Tô.
  - Dân quốc năm thứ 21 (1932), tỉnh Giang Tô chia thành 15 khu hành chính. Huyện Thái thuộc khu hành chính Thái Huyện. Khu hành chính này cai quản 4 huyện Thái, Thái Hưng, Tĩnh Giang, Đông Thai.
  - Dân quốc năm thứ 23 (1934), tỉnh Giang Tô chia thành 9 khu đốc sát hành chính. Thái Huyện thuộc khu đốc sát hành chính Giang Đô.
  - Dân quốc năm thứ 24 (1935), tỉnh Giang Tô chia thành 10 khu đốc sát hành chính. Thái Huyện thuộc khu đốc sát hành chính số 5.
  - Tháng 10 năm Dân quốc 29 (1940), Tân Tứ quân đông tiến kháng Nhật, tại miền đông Thái Huyện thành lập chính quyền dân chủ Thái Huyện, thuộc ủy viên hội hành chính lâm thời Tĩnh Thái. Sau khi triệt tiêu ủy viên hội này thì trước sau Thái Huyện thuộc ủy viên hội hành chính lâm thời Tô Bắc, khu hành chính số 3 ủy viên hội hành chính khu Tô Trung, hành chính khu số 1 biên khu Tô Hoàn, khu hành chính số 1 biện sự xứ hành chính Hoa Trung, cho đến tháng 1 năm thứ 38 (1949) thì toàn bộ Thái Huyện được giải phóng.
  - Từ tháng 2 năm Dân quốc thứ 30 (1941) đến tháng 8 năm thứ 34 (1945) quân đội Nhật Bản chiếm đóng Thái Huyện, thành lập chính quyền bù nhìn tại đây, trước sau thuộc quyền cai quản của Tô Bắc hành doanh và Tô Bắc Tuy Tĩnh chủ nhiệm công thự.
  - Ngày 22 tháng 1 năm Dân quốc thứ 38 thiết lập thành phố cấp huyện Thái Châu, thuộc khu hành chính số 1 biện sự xứ hành chính Hoa Trung. Tháng 5, khu hành chính số 1 biện sự xứ hành chính Hoa Trung đổi tên thành khu hành chính Tô Bắc Thái Châu. Trực thuộc Tô Bắc Thái Châu là 7 huyện Thái Hưng, Tĩnh Giang, Thái Huyện, Hải An, Như Cao, Đông Thai, Thai Bắc.
- Sau khi Cộng hòa Nhân dân Trung Hoa thành lập, vào tháng 1 năm 1950 khu hành chính Tô Bắc Thái Châu cùng khu hành chính Tô Bắc Dương Châu hợp nhất thành khu hành chính Tô Bắc Thái Châu, chuyên viên công thự đặt tại Thái Châu, cai quản 2 thành phố cấp huyện (Thái Châu, Dương Châu) và 9 huyện (Thái Huyện, Thái Hưng, Tĩnh Giang, Giang Đô, Cao Bưu, Bảo Ứng, Hưng Hóa, Lục Hợp, Nghi Chinh. Hai huyện Như Cao, Hải An thuộc về khu hành chính Nam Thông còn hai huyện Đông Thai, Thai Bắc thuộc khu hành chính Diêm Thành. Khu hành chính Thái Châu thuộc khu hành chính Tô Bắc còn thành phố cấp huyện Dương Châu thì trực thuộc khu hành chính Tô Bắc. Khu hành chính Thái Châu cai quản 1 thành phố cấp huyện 9 huyện.
  - Ngày 5 tháng 8 năm 1950 thành phố cấp huyện Thái Châu và huyện Thái hợp nhất thành huyện Thái với trụ sở đặt tại Thái Châu, thuộc về khu hành chính Thái Châu. Ngày 7 tháng 10 cùng năm lại phân chia với thành phố cấp huyện Thái Châu được khôi phục và thuộc về khu hành chính Thái Châu.
  - Tháng 1 năm 1953 triệt tiêu khu hành chính Thái Châu. Thành phố cấp huyện Thái Châu thuộc về khu hành chính Dương Châu.
  - Tháng 11 năm 1954 thành phố cấp huyện Thái Châu là thành phố cấp huyện trực thuộc tỉnh, nằm trong Dương Châu chuyên thự đốc đạo. Tháng 7 năm 1958 lại cải thành chuyên thự hạt thị.
  - Ngày 9 tháng 1 năm 1959, chuyên thự hạt thị Thái Châu và huyện Thái lại hợp nhất thành huyện Thái Châu với trụ sở đặt tại Thái Châu, thuộc chuyên khu Dương Châu.
  - Ngày 24 tháng 5 năm 1962 lại triệt tiêu huyện Thái Châu để khôi phục thành phố cấp huyện Thái Châu với trụ sở đặt tại Thái Châu, thuộc chuyên khu Dương Châu.
  - Tháng 5 năm 1971 chuyên khu Dương Châu đổi tên thành địa khu Dương Châu. Thành phố cấp huyện Thái Châu thuộc địa khu Dương Châu, là thành phố cấp huyện cấp địa khu.
  - Tháng 1 năm 1983, tỉnh Giang Tô thực hành thể chế [địa cấp] thị cai quản huyện, với thành phố cấp huyện cấp huyện Thái Châu thuộc về địa cấp thị Dương Châu.
  - Ngày 12 tháng 8 năm 1996 được Quốc vụ viện phê chuẩn, địa cấp thị Dương Châu tiến hành điều chỉnh ranh giới hành chính,với thành phố cấp huyện cấp huyện Thái Châu tách khỏi địa cấp thị Dương Châu để thành lập địa cấp thị Thái Châu, cai quản quận Hải Lăng cùng 4 thành phố cấp huyện Tĩnh Giang, Thái Hưng, Khương Yển và Hưng Hóa.